# Schronisko w Górze Smoleń Drugie
Schronisko w Górze Smoleń Drugie, Schronisko w Górze Smoleń II, Schronisko w Górze Smoleń III – schronisko pomiędzy wsiami Smoleń i Złożeniec w województwie śląskim, w powiecie zawierciańskim, w gminie Pilica. Pod względem geograficznym jest to obszar Wyżyny Ryczowskiej, będącej częścią Wyżyny Częstochowskiej w obrębie Wyżyny Krakowsko-Częstochowskiej.

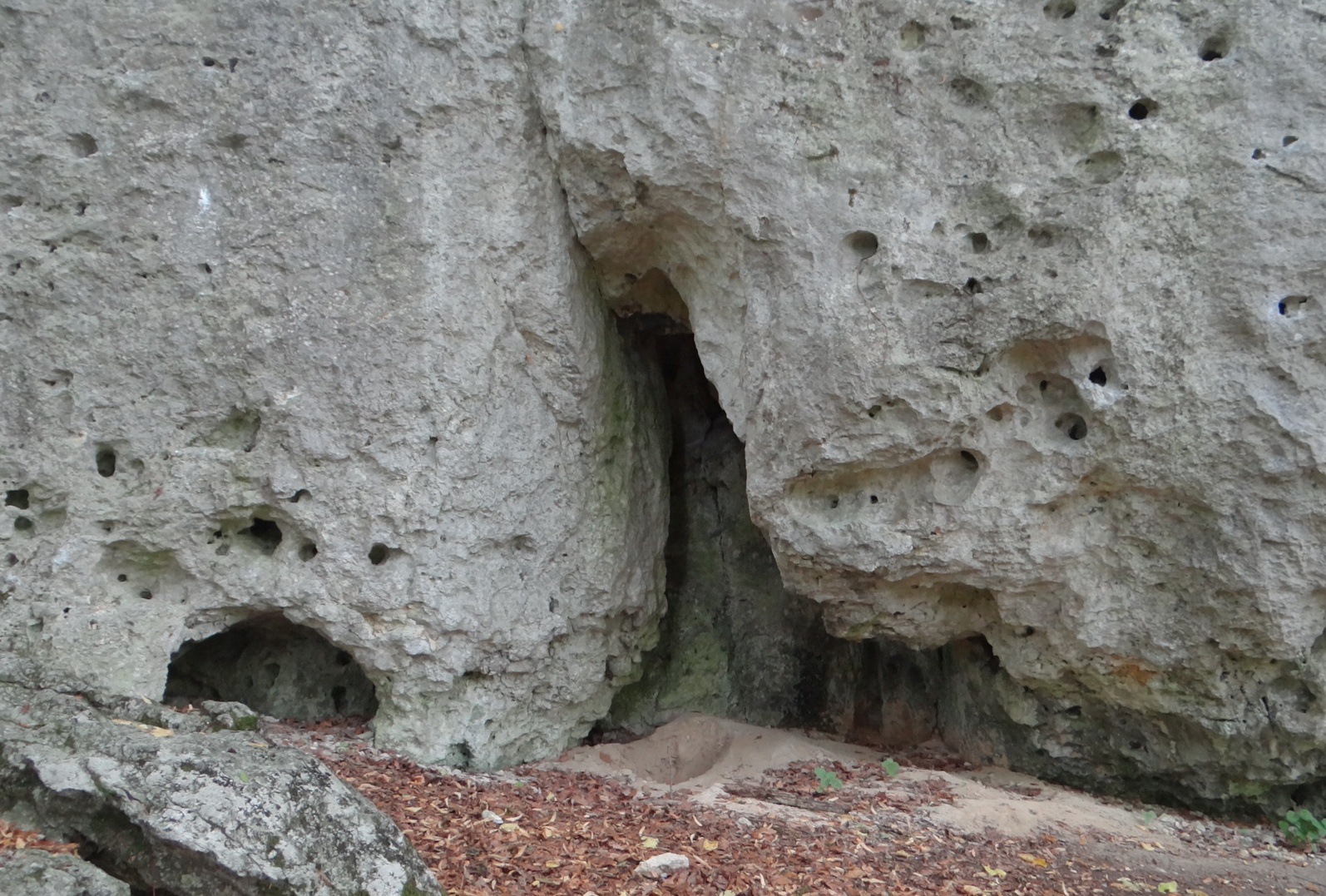
Nyża schroniska

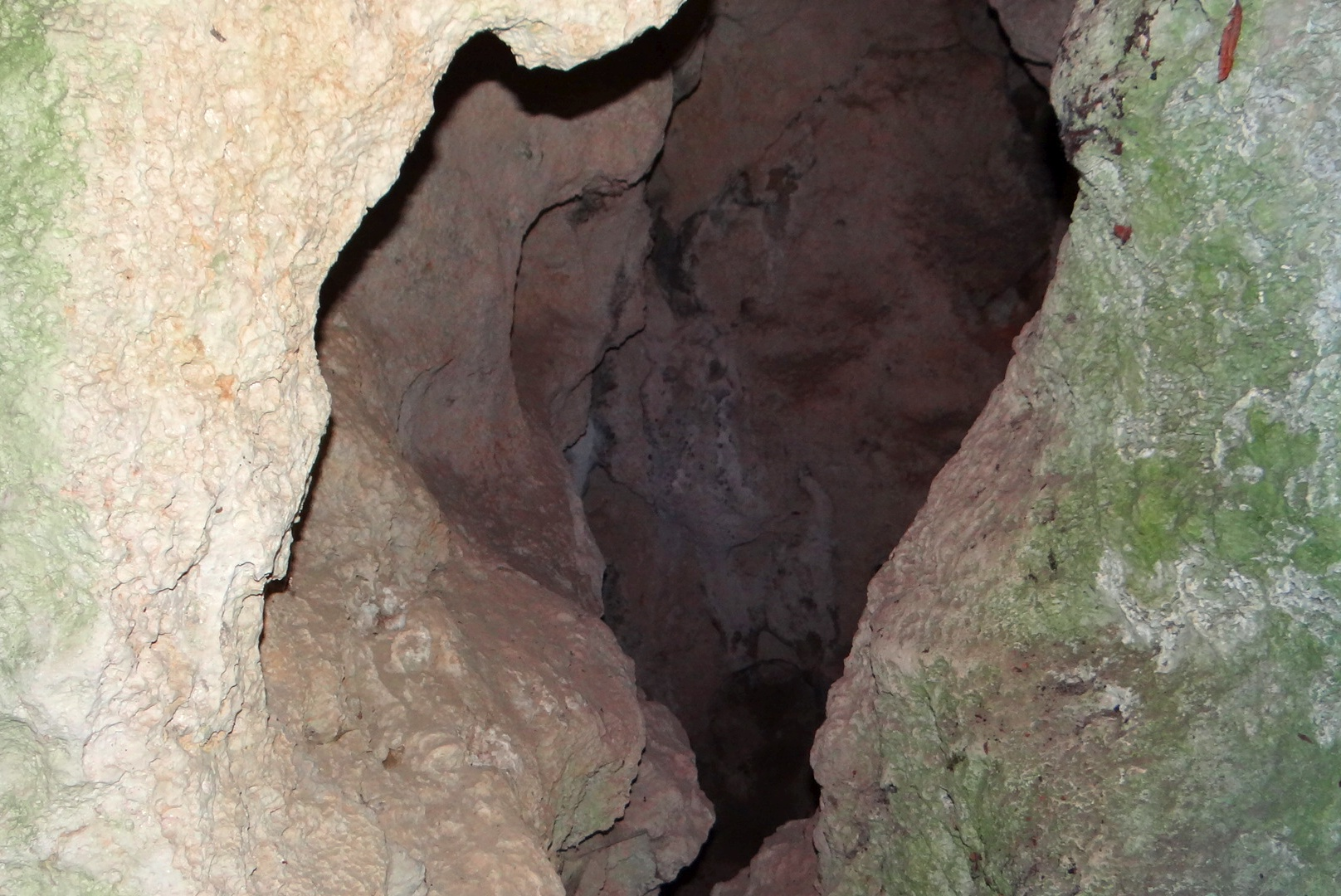
Wnętrze nyży

## Opis obiektu
Schronisko znajduje się u podstawy północno-wschodniej ściany skały Salceson, mniej więcej w połowie jej długości. Skała ta znajduje się w lesie, w tzw. Parku Jurajskim po lewej stronie drogi ze Smolenia do Złożeńca, w odległości około 150 m od drogi. W skale Salceson znajduje się płytka, ale wysoka nyża, za którą wąska szczelina doprowadza do bardzo wysokiej, owalnej salki.
Schronisko powstało w wapieniach z jury późnej z dwóch połączonych z sobą kominów. Ma pochodzenie krasowe. Prawdopodobnie w dnie salki znajduje się dalszy ciąg jednego z kominów. Brak nacieków. Namulisko gliniasto-próchniczne, prawdopodobnie o bardzo dużej miąższości. Nyża jest dobrze oświetlona, skały wokół niej porastają mchy i porosty. W salce jest ciemno.

## Historia badań i dokumentacji
Znane było od dawna. W salce ktoś podjął próbę przekopania namuliska. Przekopał się na głębokość kilkudziesięciu metrów nie dostając się jednak do spągu. Po raz pierwszy schronisko wzmiankował i zlokalizował na mapie Kazimierz Kowalski. Nadał mu nazwę Schronisko w Górze Smoleń III. Taką samą nazwę ma w wykonanej w 1991 roku dokumentacji dla Zarządu Zespołu Jurajskich Parków Krajobrazowych woj. katowickiego oraz w dokumentacji z roku 2000 wykonanej na zlecenie Ministerstwa Środowiska. W listopadzie 1991 r. schronisko pomierzyli A. Polonius i S. Kornaś, jego plan opracował A. Polonius i nadał mu nową nazwę – Schronisko w Górze Smoleń II.
W skale Salceson znajduje się jeszcze Schronisko w Górze Smoleń Szóste. Znajduje się na jej południowo-wschodnim końcu pod okapem.